# Aida (film din 1953)
Aida este o versiune cinematografică italiană din anul 1953 a operei Aida de Giuseppe Verdi. Ea a fost regizată de Clemente Fracassi și produsă de Gregor Rabinovitch și Federico Teti. Scenariul a fost adaptat de Fracassi, Carlo Castelli, Anna Gobbi și Giorgio Salviucci după libretul scris de Antonio Ghislanzoni. Echipa tehnică a producției a fost compusă din următorii: Piero Portalupi (imaginea), Flavio Mogherini (decoruri) și Maria De Matteis (costume). Orchestra Radiofonică de Stat Italiană a fost dirijată de Giuseppe Morelli, iar coregrafia baletului a fost realizată de Margherita Wallmann.
Filmul a fost proiectat în afara competiției la Festivalul de Film de la Cannes din 1987.

## Distribuție
- Sophia Loren – Aida
- Lois Maxwell – Amneris
- Luciano Della Marra – Radamès
- Afro Poli – Amonasro
- Antonio Cassinelli	– Ramfis

Interpretarea vocală:
- Renata Tebaldi (Aida)
- Ebe Stignani (Amneris)
- Giuseppe Campora (Radamès)
- Gino Bechi (Amonasro)
- Giulio Neri (Ramfis)
- Yvette Chauviré
- Léonide Massine
- corpul de balet al Operei din Roma